# Tomasz Piotr Zieliński
Tomasz Piotr Zieliński – polski inżynier, profesor nauk technicznych, wykładowca Akademii Górniczo-Hutniczej oraz Akademii Tarnowskiej. Obszar jego zainteresowań naukowych stanowi elektroniczne przetwarzanie sygnałów.